# Sân bay Ljubljana Jože Pučnik
Sân bay Ljubljana (IATA: LJU, ICAO: LJLJ) (tiếng Slovene: Letališče Ljubljana), thường gọi là Sân bay Brnik, là sân bay quốc té ở Ljubljana, Slovenia. Sân bay này nằm gần làng Brnik, cách Ljubljana and 26 km về phía bắc và 11 km về phía nam Kranj bên xa lộ giữa Kranj và Mengeš. Sân bay này được khai trương ngày 24 tháng 12 năm 1963.
Sân bay này được đặt tên theo Jože Pučnik (1932-2003), nhà chính trị và trí thức Slovenia.
Đây là nơi hoạt động của Adria Airways, hãng hàng không quốc gia Slovenia. Hiện có một hãng hàng không giá rẻ easyJet hoạt động ở đây nối Ljubljana với London Stansted. A number of other airlines also serve the airport.
Ngày 8 tháng 12 năm 2004, sân bay này đón vị khách thứ 1 triệu trong một năm đầu tiên. Năm 2007, sân bay này đã phục vụ 1.524.028 lượt khách, đến nay là sân bay tấp nập nhất Slovenia.

## Các hãng hàng không và các tuyến điểm

### Scheduled
- Adria Airways (Amsterdam, Athens, Barcelona, Birmingham, Brussels, Bucharest-Otopeni, Copenhagen, Dublin, Frankfurt, Istanbul-Atatürk, Kiev-Boryspil, London-Gatwick, Manchester, Moscow-Sheremetyevo, Munich, Ohrid, Oslo, Paris-Charles de Gaulle, Podgorica, Priština, Sarajevo, Skopje, Stockholm-Arlanda, Tirana, Vienna, Warsaw, Zürich)
- Air Alps (Rome) [bắt đầu tháng 6 năm 2008]
- Air France
  - operated by Régional (Paris-Charles de Gaulle)
- Brussels Airlines (Brussels)
- Clickair (Barcelona) [2] [bắt đầu ngày 4 tháng 7 năm 2008]
- Czech Airlines (Prague)
- easyJet (London-Stansted)
- Finnair (Helsinki)
- Jat Airways (Belgrade)
- Malév Hungarian Airlines (Budapest)
- Montenegro Airlines (Podgorica)
- Turkish Airlines (Istanbul-Atatürk)

### Thuê bao
- Adria Airways (Antalya, Aqaba, Cairo, Chios, Constanca, Corfu, Dubrovnik, Heraklion (Iraklion), Hurghada, Ibiza, Karpathos, Kavala, Kefalonija, Kos, Larnaca, Las Palmas, Lefkas, Lesbos (Mitiline), Madrid, Malta, Mykonos, Palma de Mallorca, Rhodos, Samos, Santorini, Sharm el Sheikh, Simferopol, Solun, Split, Tel Aviv, Tenerife, Zakinthos)
- Arkia Israel Airlines (Tel Aviv)
- BH Air (Burgas, Varna)
- Bulgaria Air (Burgas, Varna)
- Dubrovnik Airlines (Dubrovnik, Hurghada)
- Egypt Air (Cairo)
- First Choice Airways (London) [3]
- Japan Airlines (Tokyo) [starts September 2008] [4]
- Israir Airlines (Tel Aviv)
- Nouvelair (Djerba, Monastir)
- SunExpress (Antalya)
- Tunisair (Djerba, Tunis)

### Các hãng thuê bao
- DHL (Leipzig/Halle)[5]
- Farnair Switzerland (Bucharest-Otopeni)
- Scorpion Air (Sofia)
- Solinair (Bergamo)
- TNT Airways (Liège)
- Trade Air (Zagreb, Sarajevo)
- UPS Airlines (Athens, Cologne/Bonn)